# Eupatula nyctaculis
Eupatula nyctaculis là một loài bướm đêm trong họ Noctuidae.